# اینابا ماسامی
اینابا ماسامی (به ژاپنی: 稲葉 正巳 Inaba Masami); ۱۵ نوامبر ۱۸۱۵ – ۱۶ سپتامبر ۱۸۷۹) دایمیو، واکادوشیوری و کارو اهل ژاپن بود.